# Kymani Nedd
Kymani Nedd (Rotterdam, 10 juni 2004) is een Nederlands-Arubaans voetballer die doorgaans als verdediger speelt. Hij komt uit voor Excelsior Rotterdam.

## Clubcarrière
Nedd begon met voetballen bij het Rotterdamse Spartaan'20, waarna hij werd opgenomen in de jeugdopleiding van NAC Breda. In 2018 stapte hij over naar Excelsior Rotterdam. Hij maakte zijn debuut voor het eerste elftal van Excelsior op 9 augustus 2024, tegen TOP Oss in de Eerste divisie (1-3). Hij mocht in de basis beginnen en werd na 70 minuten gewisseld voor Nesto Groen. Hij en Groen maakten beiden hun profdebuut, samen met Cedric Hatenboer, José de Almeida Reis en Jerolldino Bergraaf.

## Interlandcarrière
Nedd debuteerde op 11 september 2023 voor het Arubaans voetbalelftal, in de CONCACAF Nations League tegen de Kaaimaneilanden. De wedstrijd met 2-1 gewonnen door doelpunten van Rovien Ostiana en Darryl Bäly.

## Statistieken
| Seizoen | Club                | Competitie     | Competitie | Competitie | Beker | Beker | Overig | Overig | Totaal | Totaal |
| Seizoen | Club                | Competitie     | Wed.       | Dlp.       | Wed.  | Dlp.  | Wed.   | Dlp.   | Wed.   | Dlp.   |
| ------- | ------------------- | -------------- | ---------- | ---------- | ----- | ----- | ------ | ------ | ------ | ------ |
| 2024/25 | Excelsior Rotterdam | Eerste divisie | 1          | 0          | 0     | 0     | 0      | 0      | 1      | 0      |
| Totaal  | Totaal              | Totaal         | 1          | 0          | 0     | 0     | 0      | 0      | 1      | 0      |

Bijgewerkt op 10 juni 2025.